# Triacanthodes intermedius
Triacanthodes intermedius är en fiskart som beskrevs av Keiichi Matsuura och Pierre Fourmanoir 1984. Triacanthodes intermedius ingår i släktet Triacanthodes och familjen Triacanthodidae. Inga underarter finns listade i Catalogue of Life.